# WKS Łódź
Wojskowy Klub Sportowy Łódź – polski klub sportowy z siedzibą w Łodzi. W wyniku decyzji dowództwa IV Okręgu Korpusu klub powstał z połączenia: Klubu Sportowego 4. Dyonu Żandarmerii, Klub Sportowego 28. Pułku Strzelców Kaniowskich i Klubu Sportowego 31. Pułku Strzelców Kaniowskich. Największy potencjał sportowy wniósł KS 28. PSK. Obecnie funkcjonuje pod nazwą WKS Orzeł Łódź.

## Historia
Najpilniejszym zadaniem zarządu w 1926 r. Było dokończenie budowy stadionu sportowego na uzyskanych od miasta terenach przy pl. Hallera. Obok boiska piłkarskiego, jednego z nielicznych w tym czasie w Łodzi boisk o pełnych wymiarach, wybudowano również strzelnicę olimpijską, według dokumentacji opracowanej przez kpt. B. Gościewicza. Była to pierwsza strzelnica małokalibrowa w Łodzi i jedna z nielicznych w Polsce, odpowiadająca wymogom zawodów międzynarodowych.
W latach 1934–1936 zawodnikiem sekcji szermierczej był czołowy szpadzista Łodzi i kraju - Roman Kantor. Dwukrotnie przyczynił się do wywalczenia przez WKS tytułu mistrza drużynowego miasta Łodzi w szermierce (wspólnie z florecistą Bolesławem Banasiem i szablistą Jerzym Spiechowiczem) R. Kantor reprezentował, jako jedyny zawodnik WKS Łódź, barwy Polski w Igrzyskach XI Letniej Olimpiady w Berlinie w 1936 r.

## Prezesi
- 1926 - płk Włodzimierz Rachmistruk
- 1926 - 1929 gen. Stanisław Oktawiusz Małachowski
- 1929 - 1936 gen. bryg. Stanisław Miller
- 1936 - 1939 płk dypl. Kazimierz Weryński

## Sekcje
W klubie funkcjonowały sekcje:
- strzelecka (żeńskiej i męskiej)
- lekkoatletyczna
- szermiercza
- piłki nożnej
- tenisowa
- kolarska
- jazdy konnej
- łyżwiarska
- myśliwska
- gier sportowych (żeńskiej i męskiej).

Sekcje były dostępne dla osób cywilnych.

## Sukcesy
- Piłka siatkowa
  -  2. miejsce w Mistrzostwach Polski w piłce siatkowej kobiet 1929
- Koszykówka
  -  2. miejsce w Mistrzostwach Polski w koszykówce mężczyzn 1933